# Sociedad de Estudios Castellanos
Sociedad de Estudios Castellanos fue una institución de investigación y divulgación de la cultura de Castilla creada en Valladolid en 1928, dirigida por el zamorano León Corral y Maestro y que tuvo como secretario a Narciso Alonso Cortés. Entre sus colaboradores puede destacarse a José Antonio González-Santelices.

## Historia
Pretendía dinamizar, como la década anterior lo había hecho la Sociedad Castellana de Excursiones, el conocimiento de Castilla. 